# Sylvia Sleigh
Sylvia Sleigh (Llandudno, 8 de mayo de 1916 – Nueva York, 24 de octubre de 2010) fue una pintora neorrealista y feminista británica, luego nacionalizada estadounidense, conocida por invertir los roles de género en sus obras.

## Biografía
Creció en la Inglaterra de entreguerras y durante mucho tiempo dejó estancada la pintura para cuidar de su padre. Trabajó como dependienta en una boutique de Bond Street en Londres  y estudió en la Brighton School of Art. En Brighton abrió una tienda de ropa, donde confeccionaba sombreros, abrigos y vestidos, pero tuvo que cerrarla al iniciarse la Segunda Guerra Mundial. Regresó en 1941 a Londres donde conoció a su primer marido, el pintor Michael Greenwood. 
Crítica con  la idealización de la figura femenina en el arte, juega con géneros pictóricos, denunciando la monopolización de la perspectiva masculina. Sleigh pintaba a sus modelos con gran crudeza, señalando sus imperfecciones y defectos. Pionera en retratar hombres desnudos, solos o en grupo, vestidos o sin vestir, ella usó técnicas novedosas en ese momento, como el vídeo, la performance, y fotografía, aproximándose a nuevos estilos como el pop. Su interés por el desnudo masculino se remonta a sus años de estudio en la Brighton School de Sussex, donde las estudiantes no podían asistir a las clases de posado de anatomía cuando los modelos eran hombres. Sus modelos eran personas cercanas (pintó a su marido más de 30 veces)  a veces algo idealizados, pero sin olvidarse de su individualidad.
Conoció a su segundo esposo, el curador y crítico de arte Lawrence Alloway en sus clases vespertinas de historia del arte en la Universidad de Londres. Se casaron en 1954 y se mudaron a Estados Unidos en 1961, donde Alloway trabajó de conservador en el Museo Solomon R. Guggenheim. Ya en los años 50, Sleigh retrata a su marido desnudo, el crítico de arte Lawrence Alloway, posando como una concubina de Luis XV.  
Es en 1953 cuando realiza su primera exposición en solitario en la Kensington Art Gallery. La aplicación a modelos masculinos de conocidos desnudos de mujeres se convierten en método a partir de 1961 cuando el matrimonio se traslada a Nueva York, siendo muy conocida su versión del The Turkish Bath (1862) de Ingres. En  Nueva York,  Sleigh forma parte del proyecto Soho Galley, sala donde sólo exponen mujeres. Feminista muy activa, siempre alentó la obra de jóvenes artistas mujeres, promocionando y coleccionando sus obras.
"Quería dar mi perspectiva, retratar a ambos sexos con dignidad y humanismo”, afirmó. “Era muy necesario hacer esto porque las mujeres a menudo habían sido pintadas como objetos de deseo en poses humillantes. No me importa la parte del 'deseo', es el 'objeto' lo que no es muy agradable".
Parte de su obra se conserva en las colecciones de la National Portrait Gallery de Londres, el Art Institute de Chicago, el National Museum of Women in the Arts de Washington D. C., el Virginia Museum of Fine Arts en Richmond o el Portland Art Museum (Oregón).